# Camera de Comerț și Industrie din Cluj-Napoca

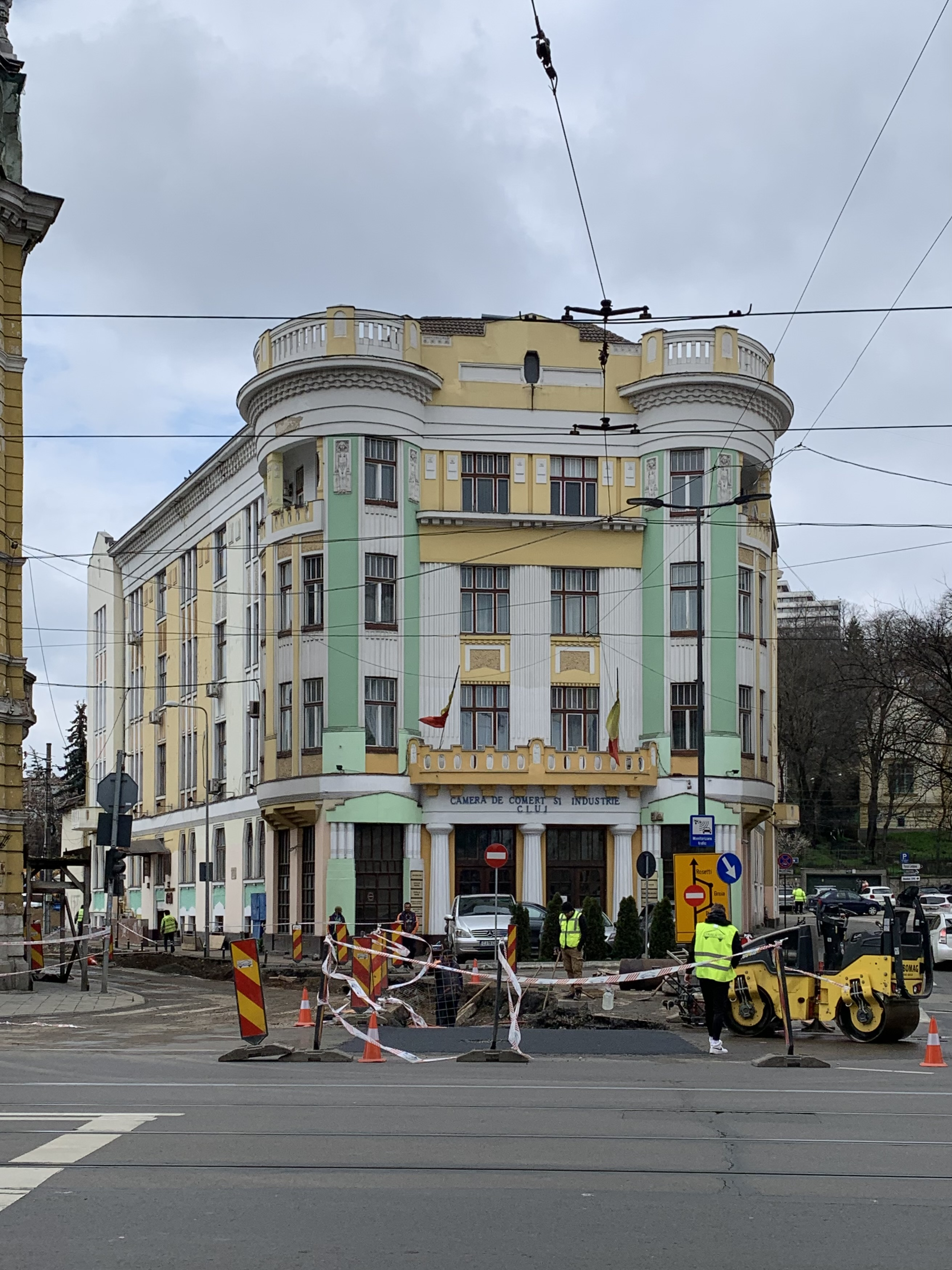
Camera de Comerț și Industrie din Cluj (str.Horea nr.3)

Camera de Comerț și Industrie din Cluj-Napoca (str. Horea nr.3) a fost înființată la mijlocul secolului al XIX-lea, funcționând în această clădire până la desființarea ei, în anul 1949. După 1949, până în anii 90 ai secolului al XX-lea clădirea a fost folosită de hotelul Astoria, după care a revenit foștilor proprietari de drept.
La 18 martie 1850 a fost emisă Ordonanța Imperială referitoare la înființarea Camerelor de Comerț și Industrie, pe care Ministerul Comerțului a publicat-o în Buletinul Legislativ al Imperiului din 26 martie 1850. Ordonanța preciza că „domeniul de activitate al camerelor de comerț și industrie se referă în mod exclusiv la problemele de comerț și industrie. Aceste organe vor încunoștința Ministerul Comerțului cu dorințele clasei comercianților și industriașilor, vor sprijini străduințele întreprinse de minister cu scopul de a stimula circulația mărfurilor".
Guberniul Transilvaniei a pus în aplicare prevederile Ordonanței ministeriale, prin Decretele din 24 aprilie și 26 august 1850, efectuând conscripția întreprinzătorilor cu drept de vot la alegerile pentru Camere, după care a dispus organizarea lor. Numărarea voturilor secrete s-a efectuat la Primăria orașului Cluj, de către o comisie formata din alegători, în zilele de 3-4 octombrie 1850. Președintele Comisiei era Generalul Urban, comandantul districtului militar, iar funcția de notar a îndeplinit-o Josef Posch, funcționar al districtului.
Clădirea este monument istoric înscris în lista monumentelor istorice din județul Cluj sub cod LMI CJ-II-m-B-07348.